# Groot-Brittannië op de Olympische Winterspelen 1928
Tijdens de Olympische Winterspelen van 1928, die in Sankt Moritz (Zwitserland) werden gehouden, nam Groot-Brittannië voor de tweede keer deel.

## Medailleoverzicht
| Sport    | Olympiër       | Discipline | Medaille |
| -------- | -------------- | ---------- | -------- |
| Skeleton | David Carnegie | mannen     | Brons    |

## Deelnemers en resultaten

### Bobsleeën
| Olympiër                                                              | Discipline                      | Resultaat | Prestatie                |
| --------------------------------------------------------------------- | ------------------------------- | --------- | ------------------------ |
| George Pim Guy Tracey David Griffith Frederick Browning Thomas Warner | 4/5-mansbob Groot-Brittannië I  | 10e       | 3.26,3 (1.40,6 / 1.45,7) |
| Henry Martineau Walter Birch John Dalrymple John Gee Edward Hall      | 4/5-mansbob Groot-Brittannië II | 9e        | 3.26,2 (1.41,7 / 1.44,5) |

De reserves bij het bobsleeën, Capt. Horton, G. Gordon, J. H. Thompson, D. Northesk en Capt. Fullard namen niet deel. 

### Kunstrijden
| Olympiër                       | Discipline | Resultaat | Prestatie               |
| ------------------------------ | ---------- | --------- | ----------------------- |
| Jack Page                      | mannen     | 9e        | pc. 62; 1424,00 punten  |
| Ian Bowhill                    | mannen     | 14e       | pc. 101; 1202,25 punten |
| Kathleen Shaw                  | vrouwen    | 14e       | pc. 95; 1900,00 punten  |
| Ethel Muckelt Jack Page        | paarrijden | 7e        | pc. 61,5; 79,00 punten  |
| Kathleen Lovett Proctor Burman | paarrijden | 13e       | pc. 110,5; 57,75 punten |

### Schaatsen
| Olympiër        | Discipline | Resultaat | Prestatie |
| --------------- | ---------- | --------- | --------- |
| Frederick Dix   | 500 m (m)  | 30e       | 53,4      |
| Frederick Dix   | 1500 m (m) | 28e       | 2.49,6    |
| Frederick Dix   | 5000 m (m) | 32e       | 10.55,6   |
| Cyril Horn      | 500 m (m)  | 32e       | 54,9      |
| Cyril Horn      | 1500 m (m) | 24e       | 2.40,0    |
| Cyril Horn      | 5000 m (m) | 23e       | 9.45,0    |
| Leonard Stewart | 500 m (m)  | 31e       | 54,8      |
| Leonard Stewart | 1500 m (m) | 27e       | 2.48,9    |
| Leonard Stewart | 5000 m (m) | 31e       | 10.40,0   |

### Skeleton
| Olympiër       | Discipline | Resultaat | Prestatie                         |
| -------------- | ---------- | --------- | --------------------------------- |
| David Carnegie | mannen     | Brons     | 3.05,1 (1.02,7 / 1.01,0 / 1.01,4) |

### IJshockey
| Olympiër | Discipline    | Resultaat | Prestatie |
| --- | ------------- | --------- | --- |
| Wilbert Brown Colin Carruthers Eric Carruthers Ross Cuthbert Bernard Fawcett Harold Greenwood Frederick Melland John Rogers Blaine Sexton William Speechley Victor Tait Charles Wyld | ijshockey (m) | 4e        | groepsfase: 7 - 3 Groot-Brittannië - België 2 - 3 Groot-Brittannië - Frankrijk 1 - 0 Groot-Brittannië - Hongarije finaleronde: 0 - 4 Groot-Brittannië - Zwitserland 0 - 14 Groot-Brittannië - Canada 1 - 3 Groot-Brittannië - Zweden |

Argentinië · België · Canada · Duitsland · Estland · Finland · Frankrijk · Groot-Brittannië · Hongarije · Italië · Japan · Joegoslavië · Letland · Litouwen · Luxemburg · Mexico · Nederland · Noorwegen · Oostenrijk · Polen · Roemenië · Tsjecho-Slowakije · Verenigde Staten · Zweden · Zwitserland